# Jonathan Bertrand
Jonathan "John" Bertrand  est un joueur français de volley-ball né le 6 août 1989 à Nîmes (Gard). Il mesure 2,00 m et joue réceptionneur-attaquant ou attaquant de pointe. Champion de France Ligue B 2012 avec Avignon Volley-Ball, il est recruté à l'été 2012 par l'université américaine de Long Beach State en Californie évoluant en NCAA, entraînée par Alan Knipe (Entraîneur de l’équipe nationale des États-Unis championne Olympique), il restera néanmoins en France à cause de problèmes administratifs (Visa).

## Clubs
| Club                     | Pays             | De        | À         |
| ------------------------ | ---------------- | --------- | --------- |
| Nîmes Volley Ball        | France           | 2004-2005 | 2006-2007 |
| Club Alès CVB            | France           | 2007-2008 | 2008-2009 |
| Saint-Brieuc CAVB        | France           | 2009-2010 | 2009-2010 |
| Avignon Volley-Ball      | France           | 2010-2011 | 2011-2012 |
| Volley-Ball Arlésien     | France           | 2012-2013 | 2013-2014 |
| Auckland Harbour Raiders | Nouvelle-Zélande | 2015-2016 | 2015-2016 |

## Palmarès
- Championnat de France Ligue B
  - Champion : 2008;2012
  - Vice-Champion : 2011